# Diabrotica cristata
Diabrotica cristata là một loài bọ cánh cứng trong họ Chrysomelidae. Loài này được Harris miêu tả khoa học năm 1837.